# Tecnomarcador

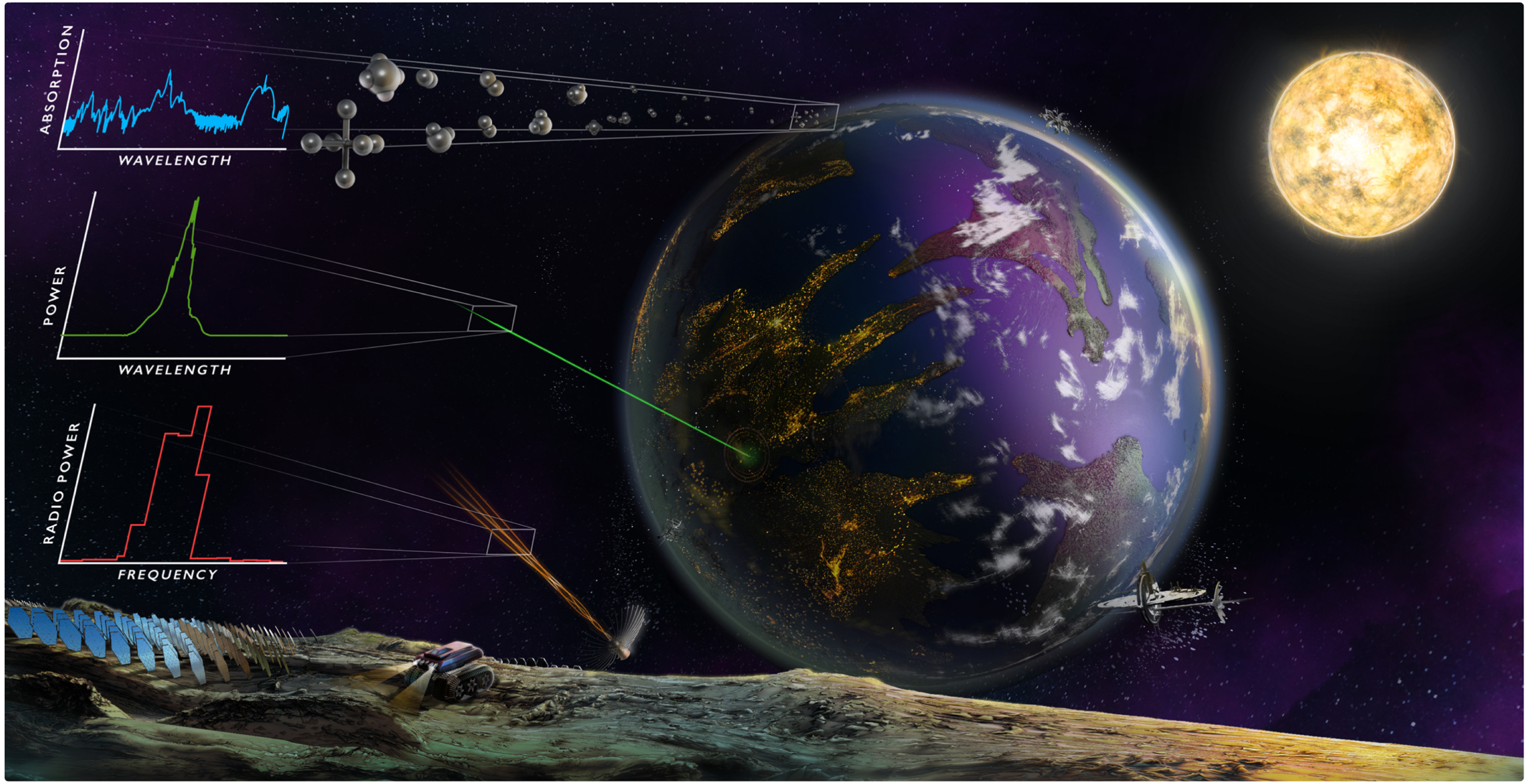
Ilustración de varios tipos de tecnofirmas

Un tecnomarcador o tecnofirma es cualquier propiedad o efecto que pueda ser medible y que proporcione evidencia científica de la existencia de tecnología, bien sea en el pasado o en la actualidad. El concepto es análogo al de las biofirmas, que indicarían la presencia de vida, sea o no inteligente.  Algunos autores prefieren excluir de la definición de tecnomarcador las transmisiones de radio, pero este uso restrictivo no es mayoritario. Jill Tarter ha propuesto renombrar la búsqueda de inteligencia extraterrestre (SETI) a «búsqueda de tecnomarcadores». Diferentes tipos de tecnomarcadores hipotéticos, como megaestructuras de astroingeniería, esferas de Dyson, la luz de una ecumenópolis extraterrestre o propulsores de Shkadov (sistemas capaces de alterar las órbitas de estrellas en torno al centro galáctico), podrían ser detectables con futuros supertelescopios. Algunos ejemplos de tecnomarcadores se describen en el libro Un silencio inquietante de Paul Davies, aunque el término tecnomarcador propiamente dicho no aparece en el libro.

## Proyectos de astroingeniería

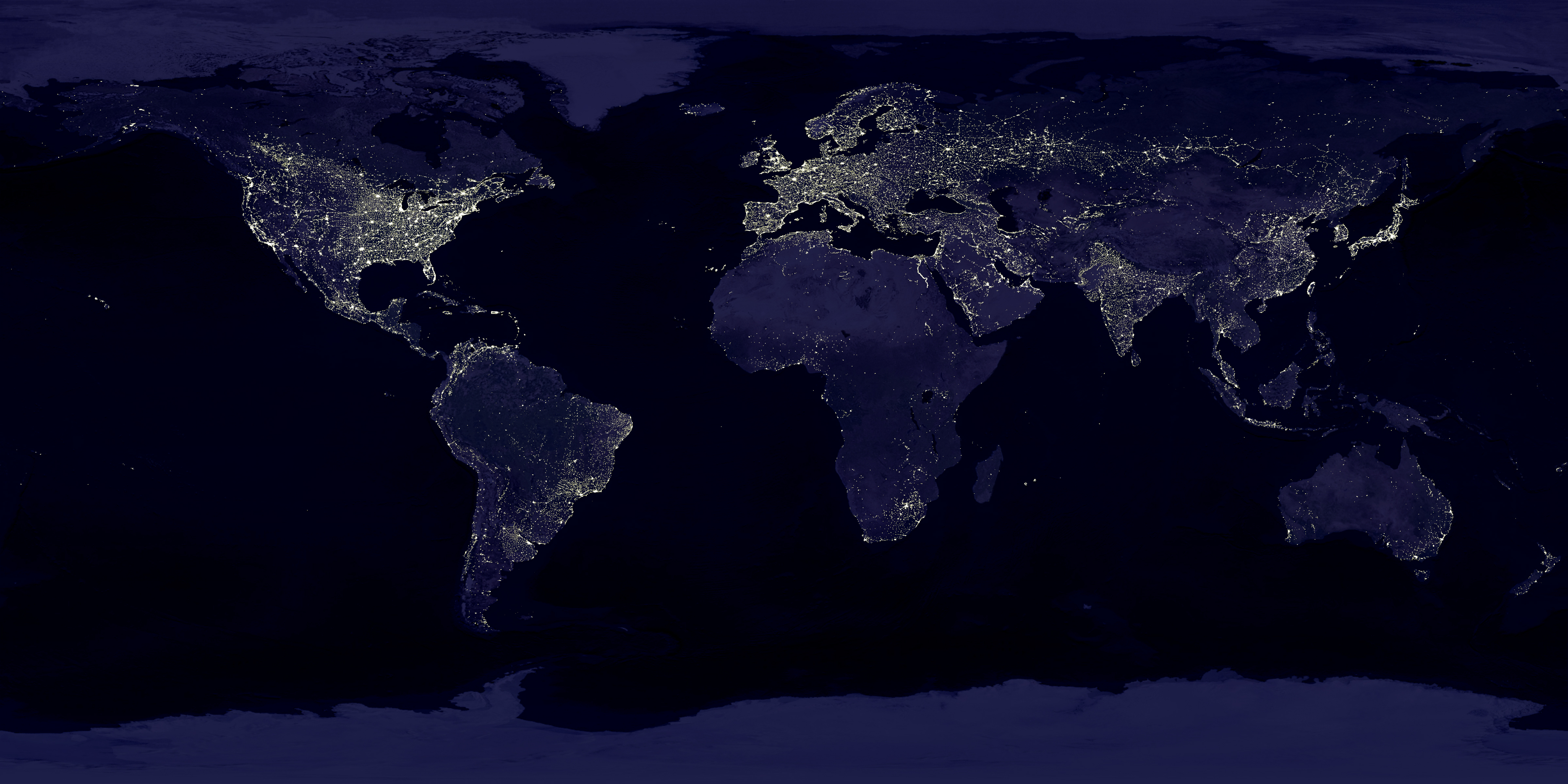
Las Luces artificiales de la Tierra de noche desde el espacio son un tecnomarcador

Una esfera de Dyson, construida por formas de vida en la vecindad de una estrella parecida al sol, provocaría un aumento en la cantidad de radiación infrarroja del espectro emitido por este sistema estelar. Freeman Dyson describió estas huellas en su artículo de 1960 titulado Search for Artificial Stellar Sources of Infrared Radiation ("Búsqueda de fuentes estelares artificiales de radiación infrarroja"). El proyecto SETI ha explorado esta idea buscando espectros con exceso infrarrojo en estrellas de tipo solar.
Los propulsores de Shkadov, hipotéticamente capaces de alterar la órbita de estrellas para evitar peligros para la vida como nubes moleculares o impactos cometarios, serían detectables de manera similar a los tránsitos de exoplanetas. Sin embargo, al contrario que los planetas, los propulsores parecerían detenerse súbitamente sobre la superficie de la estrella en lugar de cruzarla completamente, lo que revelaría su origen tecnológico.
Observaciones espectroscópicas de muy alta precisión podrían revelar indicios de minería de asteroides en otros sistemas, delatando así la existencia de inteligencia extraterrestre.

## Análisis planetario

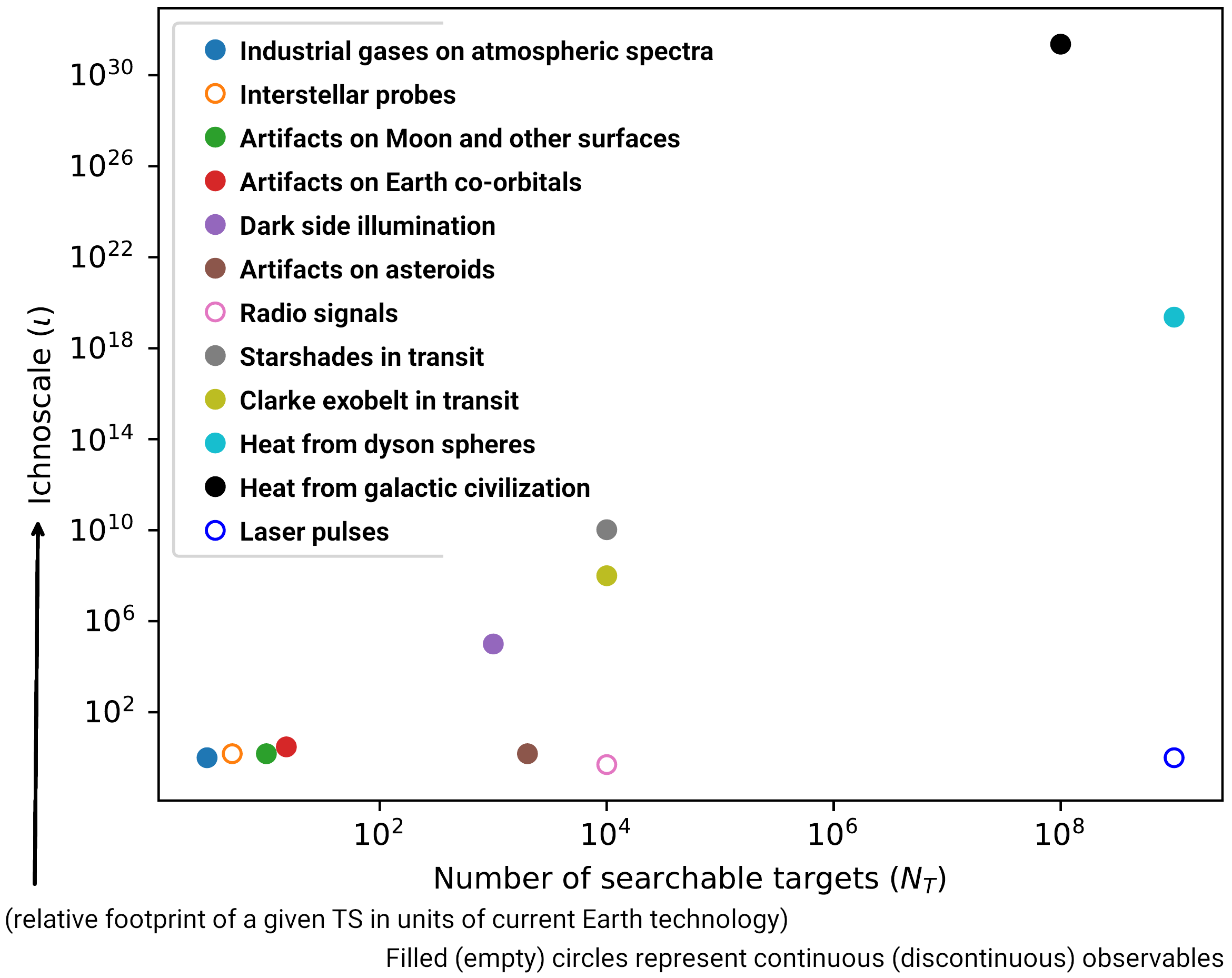
Principales tecnofirmas recogidas en una revisión científica de 2021

### Luz y calor artificial
Varios astrónomos, entre los que se encuentran Avi Loeb del Centro de astrofísica Harvard-Smithsonian y Edwin Turner de la Universidad de Princeton, han propuesto que la luz artificial de planetas extrasolares (posiblemente producida por ciudades, industrias y redes de transporte) podría ser detectable desde la Tierra. Estas ideas hacen uso de la suposición de que la energía radiada por la civilización estaría agrupada en nodos y podría así ser más fácilmente observada.
Una dificultad de este procedimiento es que, para poder afirmar de forma concluyente que la luz y el calor de otros planetas se debe a la presencia de una civilización, es necesario poder distinguirla de los producidos de forma natural. Por ejemplo, el experimento de la NASA Black marble (o Mármol negro), de 2012, demostró que una cantidad significativa y estable de la luz y el calor producidos en la Tierra se originan por causas naturales en regiones deshabitadas, como los incendios crónicos que se dan en Australia Occidental.

### Análisis atmosférico
El análisis de las atmósferas planetarias, como ya se hace en varios cuerpos del sistema solar y de forma rudimentaria en algunos planetas extrasolares de tipo Júpiter caliente, puede revelar la presencia de compuestos químicos producidos por civilizaciones tecnológicas. Por ejemplo, las emisiones atmosféricas de la actividad industrial en la Tierra, incluidos el dióxido de nitrógeno y los clorofluorocarbonos, son detectables desde el espacio. Por tanto, la polución artificial podría ser detectable en planetas extrasolares. Sin embargo, existe la posibilidad de falsos positivos. Por ejemplo, la atmósfera de Titán muestra señales detectables de compuestos químicos que en la Tierra son contaminantes químicos a pesar de que obviamente no son el subproducto de una civilización. Algunos investigadores han propuesto buscar atmósferas artificiales creadas mediante ingeniería planetaria para producir entornos habitables y aptos para la colonización por una especie inteligente.

## Artefactos y naves extraterrestres

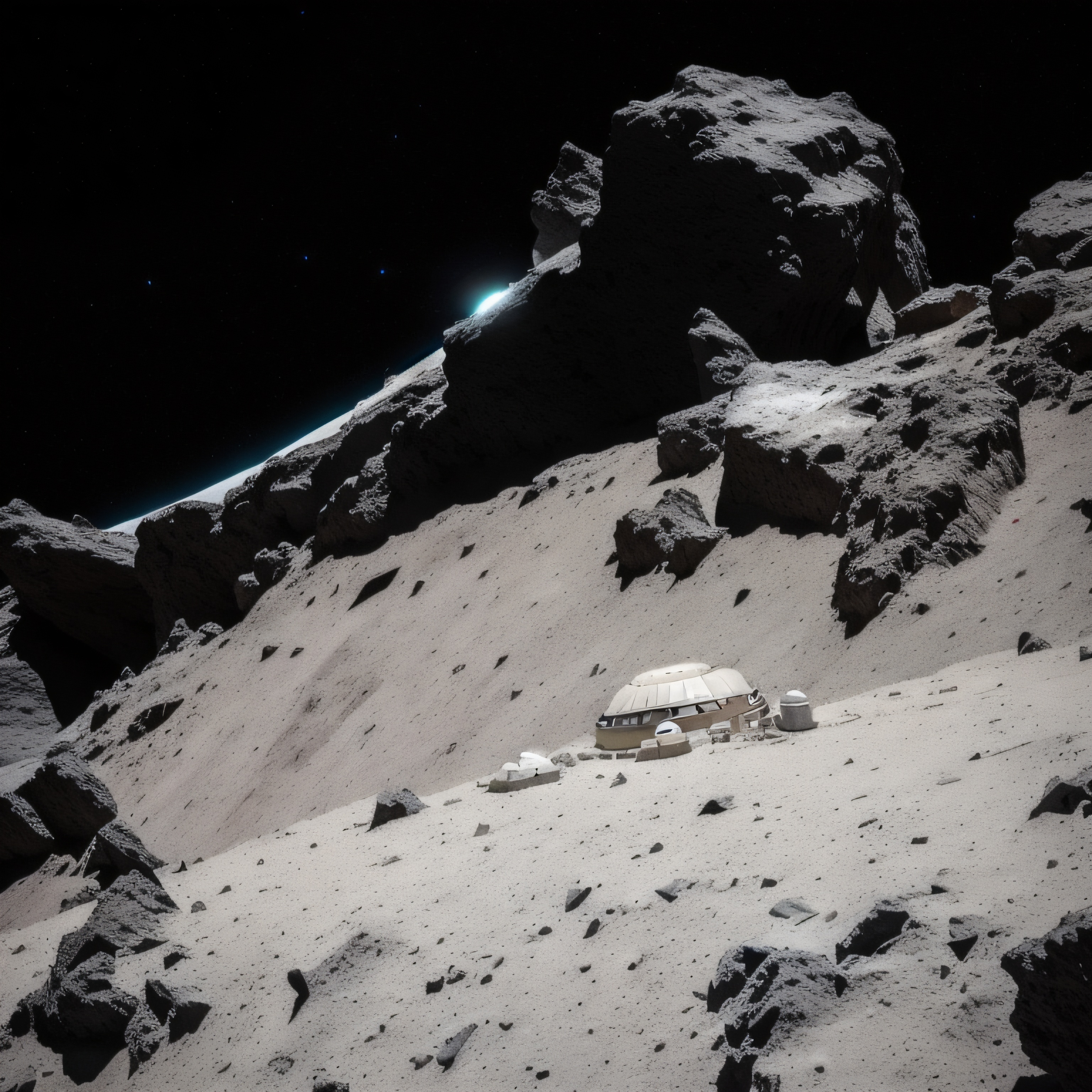
Puede haber sistemas difíciles de encontrar en objetos astronómicos del Sistema Solar como los cometas (ilustración)

### Naves espaciales
El viaje interestelar podría ser detectable desde cientos hasta cientos de miles de años luz de distancia a través de varios tipos de radiación, como los fotones emitidos por un propulsor de antimateria o la radiación ciclotrón resultante de la interacción de una vela magnética con el medio interestelar. Estas señales serían fácilmente distinguibles de fuentes naturales y podrían establecer firmemente la existencia de vida extraterrestre si fuera detectada. Además, pequeñas sondas de Bracewell en nuestro propio sistema solar podrían ser detectables mediante búsquedas en el espectro óptico o en todo el espectro de radio.

### Satélites
Una tecnología no tan avanzada y más cercana al nivel actual de la humanidad es el «exocinturón de Clarke», propuesto por el astrofísico Héctor Socas-Navarro del Instituto de Astrofísica de Canarias. Este cinturón hipotético estaría formado por todos los satélites artificiales en órbitas geoestacionarias o geosíncronas alrededor de un exoplaneta. Las simulaciones sugieren que un cinturón muy poblado (requiriendo únicamente una civilización moderadamente más avanzada que la nuestra) sería detectable con los medios actuales en las curvas de luz de tránsitos de exoplanetas.